# Premios Isabel Ferrer
Los Premios Isabel Ferrer son unos galardones creados en España en febrero de 1999 por el Gobierno Valenciano al objeto de «reconocer y premiar públicamente a aquellas personas, físicas o jurídicas, que desde un ámbito personal, laboral, social, institucional o cultural hayan destacado por romper los prejuicios sociales y culturales que impiden a las mujeres ser iguales a los hombres o que hayan destacado por su labor en favor de la igualdad de mujeres y hombres».
El número de premiados anuales es de, al menos, tres. En inicio se resolvió sin rango, pero con el tiempo se ha variado resolviendo alguna mención de honor. Las propuestas para los premios deben ser hechas por entidades o instituciones públicas o privadas y el galardón es una escultura conmemorativa. El nombre del premio se estableció en honor de Isabel Ferrer Giner, noble castellonense del siglo XVIII que contribuyó al acceso y la promoción de la educación de las niñas en un centro totalmente gratuito.

## Galardonados
Relación de galardonados:
| - 1999: Equipo Femenino del Club Levante U.D, Villa Teresita y Pilar Allué Blasco. - 2000: Sara García Santamaría, Amparo Alarcón García, María Cristina Hernández García, Federación Valenciana de Personas Sordas y la Asociación de Fomento y Desarrollo Empresarial. - 2001: Guillermina Medrano Aranda, Carmen Sarmiento García y Orzala Ashraf Nemat. - 2002: Carmen Garrigós Pérez, Margarita Salas Falgueras y Nawal El Saadawi. - 2003: Charo Bogas Fernández, Alicia Alonso, Alison Lapper, Heather Mills McCartney, Lourdes Alonso Belza. - 2004: Club de Basket Ros Casares Valencia, Sheila Herrero Lapuente, Ljiljana Ljubisic, Annie Sugier y Linda Weil-Curiel - 2005: Adela Cortina Orts, María Galiana Medina, Anne Ferrer y Amparo Ausina Pérez - 2006: Aurora Gallego Losada, Asociación Centro de Asistencia a víctmas de agresiones sexuales, Teresa Berganza Vargas, Esther Chávez Cano y Reina Matlde Barahona González. - 2007: Ana Lluch Hernández, Irene Villa González, Ela Bhatt y Loyola de Palacio del Valle-Lersundi - 2008: Laura Gallego García, Victoria Fernández Prieto, Josefina Martínez Cánovas y Grupo Gamma de la Policía Local de Valencia. | - 2009: María Luisa Gimeno Huerta, Pilar Mateo Herrero, Congregación de Terciarias Capuchinas de la Sagrada Familia y Amparo Adarve Rodríguez. - 2010: Teresa Gisbert Jordá, Reyes Martí Miró y Ouka Lele. - 2011: Asunción Francés Camarena, Pilar Serrano Paz y Matlde Asensi Carratalá. - 2012: Patricia Campos Doménech, Carmen Llombart Pérez, Elisa Palomino Pérez y Lourdes Capote Rodríguez. - 2013: Albina Gil Fernández, Pilar Ortiz González, Rosa María Visiedo Claverol y Club de Atletismo Valencia Terra i Mar. - 2014: Adela Blanes Sureda, Nieves Ramos Rosario, Mónica Merenciano Herrero y las Unidades de Igualdad de las universidades de la Comunidad Valenciana. - 2015: Beatriz Fernández Aucejo, María Torrijo Moll y los equipos humanos de los centros públicos y privados que atienden a mujeres en situación de vulnerabilidad. - 2016: Coordinadora Feminista de Valencia, Virginia Molina Marhuenda y Pilar Dolz Mestre - 2017: Carmen Alborch Bataller, Les dones pescadores de El Palmar (Las mujeres pescadoras de El Palmar) y Neus Albertos Meri. - 2018: Elisa Sanchis Pérez, María Elena Simón Rodríguez y Margarita Ramón Borja-Berenguer. - 2019: Amalia Alba Tarazona, Grup de Dones dels Ports y Carme Miquel Diego - 2020: Isabel-Clara Simó, Rosa Guiralt y Asunción Ventura. |